# ゴーロ
ゴーロ（伊: Goro）は、イタリア共和国エミリア＝ロマーニャ州フェラーラ県にある、人口約3,500人の基礎自治体（コムーネ）。
ポー川デルタ末端部に位置する町で、ポー川の派川の一つ、ポー・ディ・ゴーロ川 (it:Po di Goro) の河口部に位置する。

## 地理

### 位置・広がり
フェラーラ県東部のコムーネ。ラヴェンナから北へ49km、県都フェラーラから東へ54km、ヴェネツィアから南へ65kmの距離にある。

#### 隣接コムーネ
隣接するコムーネは以下の通り。括弧内のROはロヴィーゴ県所属を示す。
- アリアーノ・ネル・ポレージネ (RO)
- コディゴーロ
- メゾーラ

### 気候分類・地震分類
ゴーロにおけるイタリアの気候分類 (it) および度日は、zona E, 2269 GGである。
また、イタリアの地震リスク階級 (it) では、zona 3 (sismicità bassa) に分類される。

## 自然・環境
ポー川デルタ州立公園 (it:Parco regionale del Delta del Po (Emilia-Romagna)) に指定されている。
沿岸潟湖であるValle di Gorino は、ラムサール条約登録湿地である。イタリアのラムサール条約登録地一覧も参照。

## 姉妹都市
- ポンティーニア、イタリア(ラティーナ県)